# 高志远
高志远（羅馬化：Nāgarāj Nāyiḍu Kākanūṟ，1974年11月8日—），音译纳加拉杰·奈杜，印度外交官，现任美洲司联秘，曾任印度驻广州总领事、联合国大会第76届会议主席办公厅主任。

## 经历
高志远出身印度海得拉巴，生於1974年11月8日。他是圣帕特里克学校1990届校友，1995年在尼扎姆学院获得艺术本科学位。后来，他还于2008年毕业于弗莱彻法律与外交学院，取得法律与外交硕士学位。
1998年，高志远进入印度外交部，高志远汉语流利，曾四次在中国任职：2000年至2003年，他在印度駐華大使館擔任三等、二等秘書（特別項目）；2003年至2006年間，他擔任印度駐香港總領事館的政治和商務参赞；2009年至2012年，擔任印度駐華大使館一等秘書、參贊（經濟與商務事務）；2013年至2015年，擔任印度駐廣州總領事。
返回新德里的印度外交部後，高志远於2015年至2017年擔任外交部经济外交司聯秘。在他的任期內，經濟外交司於2017年獲得了「SKOCH智慧治理鉑金一等獎」。高志远也是在印度建立條約組織——國際太陽能聯盟（擁有聯合國大會觀察員地位）的國家協調員。他還擔任多家公共部門組織的董事會成員，包括印度貿易促進組織、印度水电咨询服务有限公司、投资印度（Invest India）和印度外贸学院。2017年至2018年，高志远擔任外交部西歐司的联秘。在此期間，他負責印度與英國、法國、德國、意大利、西班牙、葡萄牙、愛爾蘭、比利時、盧森堡、荷蘭、安道爾、聖馬力諾、摩納哥及歐盟的雙邊政治關係。
2019年1月，出任印度常驻联合国代表团大使和副代表。2021年，高志远被即将上任的联合国大会第76届会议主席阿卜杜拉·沙希德任命为办公厅主任，任期一年。2022年9月，联合国大会第76届会议闭幕，阿卜杜拉·沙希德主席称赞他的辦公廳主任高志远，稱他在危機中忠誠、勤奮、穩健。
高志远是2023年起草《二十国集团领导人新德里峰会宣言》的印度外交官之一。印度G20协调员阿米塔布·坎特在X平台发文感谢伊娜姆·格姆比尔和高志远两位外交官在实现俄乌地缘政治问题达成共识上的帮助。
先生现任印度外交部美洲司联秘，负责与美国、加拿大相关的事务。

## 個人生活
已婚，与妻子帕德马贾（Padmaja）育有兩個子女。